# Praça das Nações

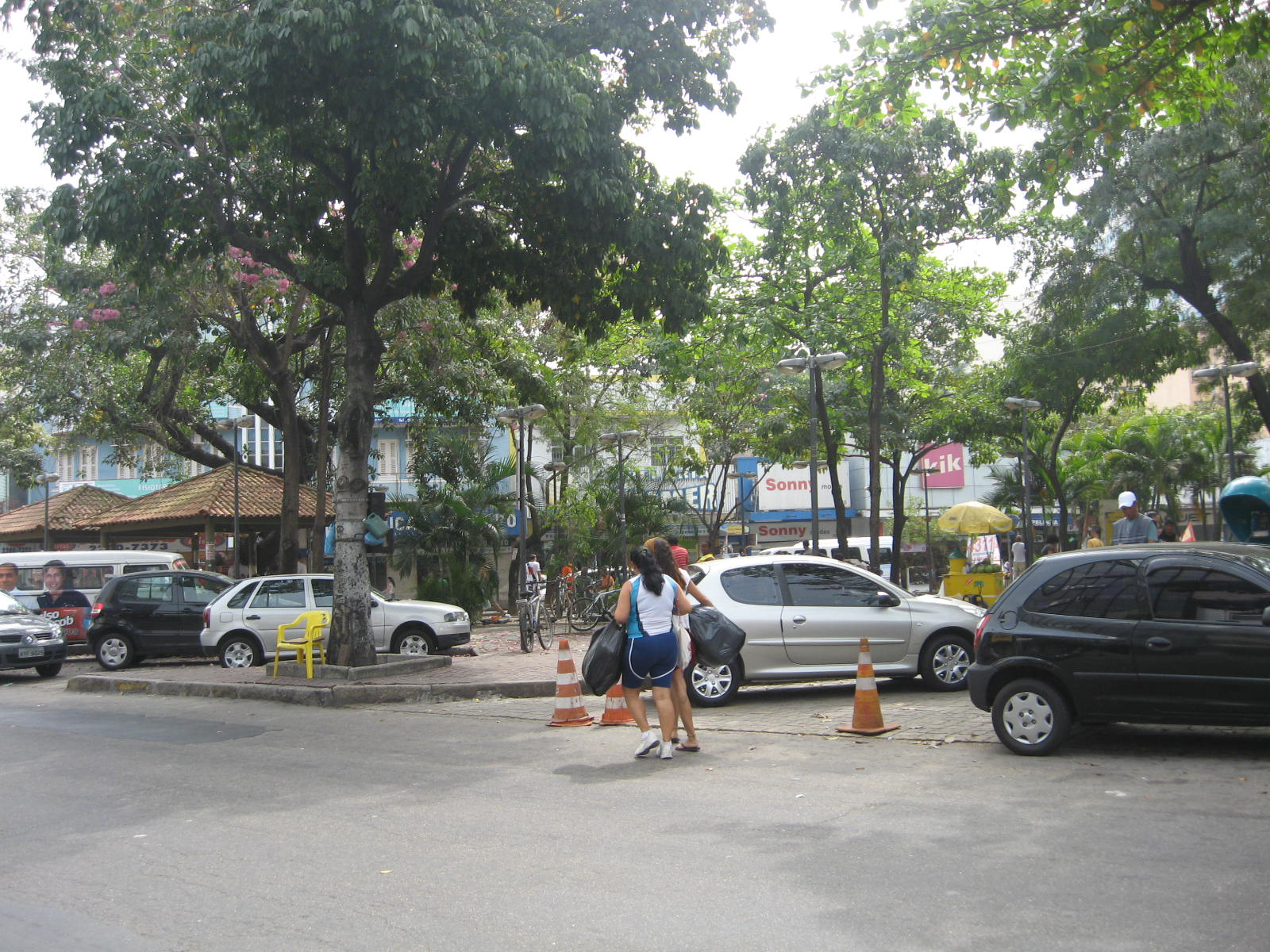
Arborização da Praça das Nações em 2010.

A Praça das Nações é uma praça situada no bairro de Bonsucesso, na Zona Norte da cidade do Rio de Janeiro. Localiza-se no cruzamento da Rua Dona Isabel com a Avenida Paris. Em frente à praça, situa-se a Estação Bonsucesso, que atende a Linha Saracuruna da SuperVia e que abriga a Estação Bonsucesso do Teleférico do Alemão.
O logradouro recebeu o nome Praça das Nações em homenagem aos Aliados, grupo de países que lutou contra a Alemanha na Primeira Guerra Mundial. A nomeação do logradouro foi feita por volta de 1914 pelo engenheiro Guilherme Maxwell, proprietário das terras das redondezas na época.

## História

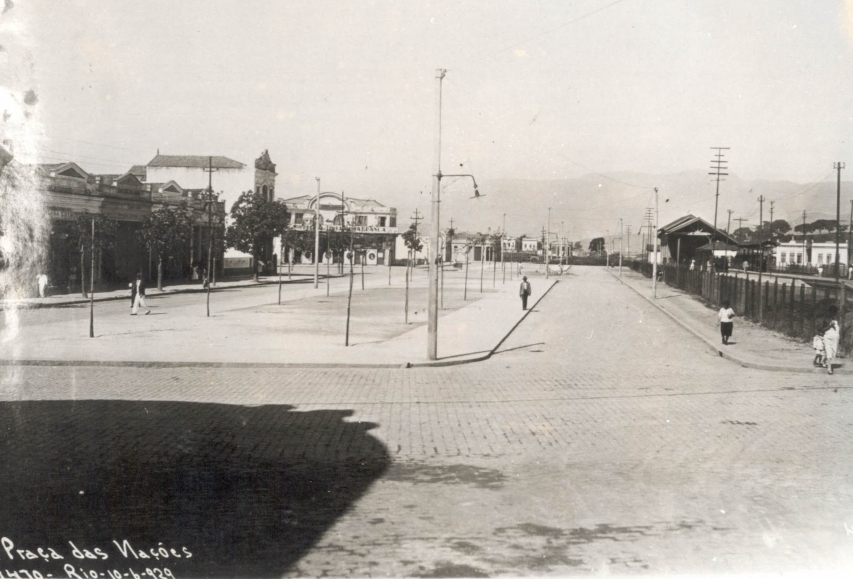
A Praça das Nações em 1929.

A Praça das Nações, reconhecida como logradouro em outubro de 1918, recebeu melhorias em duas etapas na primeira metade do século XX:
- a primeira, entre 1936 e 1937, sob a administração do prefeito Pedro Ernesto;
- a segunda, em 1948, sob a administração do prefeito Mendes de Morais.

Em 1996, durante do primeiro mandato de Cesar Maia como prefeito do Rio de Janeiro, a praça recebeu uma ampla reforma que foi feita no âmbito do Rio-Cidade, um programa de urbanismo da cidade do Rio de Janeiro desenvolvido na década de 1990, adquirindo sua configuração atual.

## Esculturas e Monumentos

### Chafariz

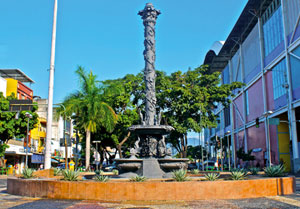
O chafariz da Praça das Nações em 2012.

O Chafariz, em ferro fundido, foi fabricado pela Companhia Nacional de Fundição para a Exposição Nacional de 1908 a fim de celebrar a Abertura dos Portos. O chafariz foi instalado inicialmente na Praia Vermelha, sendo transferido para a Praça das Nações em 1936 em comemoração à urbanização da região. É um conjunto composto por quatro bacias concêntricas adornadas por golfinhos e garças, tendo ao centro uma coluna de cerca de 6 metros de altura com diversos elementos ornamentais.
Em 2010, foi constatado o desaparecimento de uma escultura, denominada Mulher da Luz, que situava-se no topo da coluna do chafariz da Praça das Nações. A peça, que tinha 1,8 metro de altura e cerca de 250 quilos, era de ferro fundido e sustentava com o braço direito um globo luminoso que iluminava a praça durante a noite.
Em maio de 2012, a Prefeitura da Cidade do Rio de Janeiro, por meio da Secretaria de Conservação e Serviços Públicos, concluiu serviços de revitalização do chafariz da Praça das Nações. Equipes da Gerência de Monumentos e Chafarizes executaram serviços de recuperação das instalações hidráulicas e elétricas, com reposição de equipamentos e restauração da bacia de ferro fundido. Além disso, foi feita a confecção de réplicas de quatro garças e das flores que envolvem a bacia, a decapagem da estrutura de ferro da peça e a pintura do chafariz com tintas oxidante e de acabamento. Também foram realizadas a limpeza das pichações existentes nos blocos de pedra, a recomposição do granito marrom e a recuperação dos refletores que iluminam o chafariz à noite.

### Monumento aos Expedicionários
O Monumento aos Expedicionários é um monumento feito pelos moradores da região em homenagem aos combatentes da Força Expedicionária Brasileira procedentes de Bonsucesso. É composto por um busto em bronze do marechal Mascarenhas de Morais sobre um pedestal de granito em dois níveis, por uma cena de combate em baixo-relevo e pelos nomes dos pracinhas oriundos do bairro apresentados em três placas.

## Pontos de interesse
Os seguintes pontos de interesse situam-se nas redondezas da Praça das Nações:
- Estação Bonsucesso da Linha Saracuruna da SuperVia
- Complexo do Alemão
- Estação Bonsucesso do Teleférico do Alemão
- Unidade Bonsucesso do Centro Universitário Augusto Motta (UNISUAM)